# TCR World Tour
O FIA TCR World Tour é uma série internacional de corridas de carros de turismo para carros TCR . Foi criada em 2023 para substituir o WTCR, e recebeu o status da FIA para sua segunda temporada em 2024. Uma temporada consiste em várias provas selecionadas entre as várias séries regionais e nacionais do TCR, onde um grupo de pilotos e equipas da temporada completa competem contra inscrições locais, com ambos capazes de marcar pontos para a classificação do TCR World Tour.
A temporada inaugural de 2023 foi composta por nove eventos selecionados de uma série de séries TCR em todo o mundo e foi promovida pelo Grupo WSC do ex-gerente do Campeonato Mundial de Carros de Turismo, Marcello Lotti.

## História
Em 14 de outubro de 2022, foi reportado que a Taça Mundial de Carros de Turismo seria encerrada nesse formato após a temporada de 2022 devido a inúmeras dificuldades logísticas causadas pela pandemia de COVID-19. No mesmo dia, a WSC anunciou a formação do TCR World Tour.  Foi lançado para substituir o WTCR.  A 12 de novembro de 2022, foi anunciado que o Mount Panorama Circuit faria parte do calendário como parte do TCR Australia Touring Car Series .  A 30 de novembro de 2022, foi confirmado que o Circuito Internacional do Algarve, o Circuito de Spa-Francorchamps e Hungaroring figurariam no calendário no âmbito do TCR Europe Touring Car Series .  No dia 13 de janeiro de 2023, foi confirmado que o Circuito de Vallelunga faria parte do calendário no âmbito do Campeonato Italiano de Superturismo. Em 8 de fevereiro de 2023, foi anunciado que o Autódromo Víctor Borrat Fabini e o Autódromo José Carlos Bassi fariam parte do calendário como parte do 2023 TCR South America Touring Car Championship, enquanto o Circuito da Guia faria parte do 2023 TCR China Touring Car Championship.

## Palmarés
| 2023 | Norberto Michelisz | BRC Racing Team ( Hyundai i30 N TCR ) | Yann Erlacher | Cyan Racing Lynk &amp; Co ( Lynk &amp; Co 03 FL TCR ) | Roberto Huff | Audi Sport Team Comtoyou ( Audi RS 3 LMS TCR (2021) ) | Ciano Racing Lynk & Co | Lynk &amp; Co 03 FL TCR |

## Vencedores do evento
|   | Piloto            | Total |
| - | ----------------- | ----- |
| 1 | Norbert Michelisz | 4     |
| 2 | Santiago Urrutia  | 3     |
| 2 | Yann Ehrlacher    | 3     |
| 4 | Will Brown        | 2     |
| 4 | Robert Huff       | 2     |
| 6 | John Filippi      | 1     |
| 6 | Thed Björk        | 1     |
| 6 | Ma Qing Hua       | 1     |
| 6 | Néstor Girolami   | 1     |
| 6 | Mikel Azcona      | 1     |
| 6 | Frédéric Vervisch | 1     |

|   | Equipa                   | Total |
| - | ------------------------ | ----- |
| 1 | Cyan Racing              | 8     |
| 2 | BRC Racing Team          | 5     |
| 3 | Comtoyou Racing          | 2     |
| 3 | MPC – Team Liqui Moly    | 2     |
| 3 | Audi Sport Team Comtoyou | 2     |
| 6 | Squadra Martino Racing   | 1     |

|   | Carro                        | Total |
| - | ---------------------------- | ----- |
| 1 | Lynk & Co 03 FL TCR          | 8     |
| 2 | Audi RS 3 LMS TCR            | 6     |
| 3 | Hyundai Elantra N TCR        | 5     |
| 4 | Honda Civic Type R TCR (FL5) | 1     |

## Circuitos
O campeonato consiste em circuitos do TCR Europe Touring Car Series, TCR Italy Touring Car Championship, TCR South America Touring Car Championship, TCR Australia Touring Car Series, e TCR China Touring Car Championship :
- Negrito indica que um circuito será usado na temporada de 2023 .

| Número | Circuitos                         | Provas | Anos |
| ------ | --------------------------------- | ------ | ---- |
| 1      | Circuito Internacional do Algarve | 1      | 2023 |
| 1      | Circuito de Spa-Francorchamps     | 1      | 2023 |
| 1      | Circuito Vallelunga               | 1      | 2023 |
| 1      | Hungaroring                       | 1      | 2023 |
| 1      | Autódromo Victor Borrat Fabini    | 1      | 2023 |
| 1      | Autódromo José Carlos Bassi       | 1      | 2023 |
| 1      | Parque de automobilismo de Sydney | 1      | 2023 |
| 1      | Circuito Monte Panorama           | 1      | 2023 |
| 1      | Circuito da Guia                  | 1      | 2023 |